# 奈良県の登録有形文化財一覧
奈良県の登録有形文化財一覧（ならけんのとうろくゆうけいぶんかざいいちらん）は、奈良県にある登録有形文化財（国登録）の一覧。
2019年11月15日時点で奈良県には292件の登録有形文化財がある。

## 安堵町
- 荘司家住宅内蔵（2020年登録）
- 荘司家住宅主屋（2020年登録）
- 荘司家住宅新座敷及び稲納屋（2020年登録）
- 荘司家住宅土蔵（2020年登録）
- 荘司家住宅別座敷（2020年登録）
- 荘司家住宅米蔵（2020年登録）

## 斑鳩町

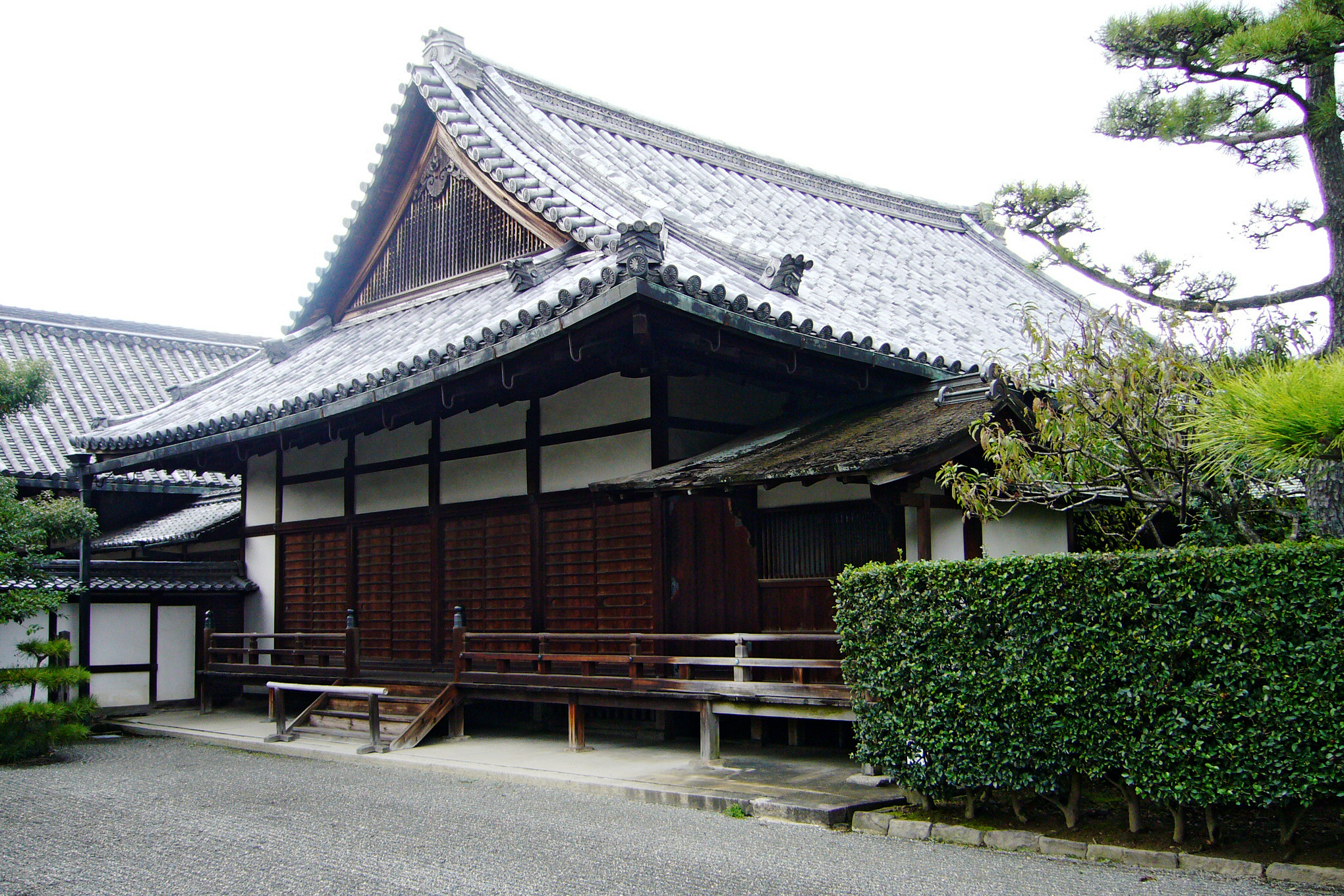
中宮寺表御殿

- 來田家住宅離れ（2006年登録）
- 中宮寺表御殿（2006年登録）
- 辰巳家住宅一の蔵（2001年登録）
- 辰巳家住宅一の米蔵（2001年登録）
- 辰巳家住宅三の蔵（2001年登録）
- 辰巳家住宅三の米蔵（2001年登録）
- 辰巳家住宅主屋（2001年登録）
- 辰巳家住宅炭小屋（2001年登録）
- 辰巳家住宅茶室（2001年登録）
- 辰巳家住宅土塀（2001年登録）
- 辰巳家住宅長屋門（2001年登録）
- 辰巳家住宅納屋（2001年登録）
- 辰巳家住宅二の蔵（2001年登録）
- 辰巳家住宅二の米蔵（2001年登録）
- 辰巳家住宅渡り廊下（2001年登録）
- 太田酒造内蔵（2001年登録）
- 太田酒造蔵前小屋（2001年登録）
- 太田酒造主屋（2001年登録）
- 太田酒造茶室（2001年登録）
- 太田酒造西大蔵（2001年登録）
- 太田酒造南大蔵（2001年登録）

## 生駒市
- 旧生駒町役場庁舎（2010年登録）
- 冨田家住宅井戸屋形（2016年登録）
- 冨田家住宅奥座敷（2016年登録）

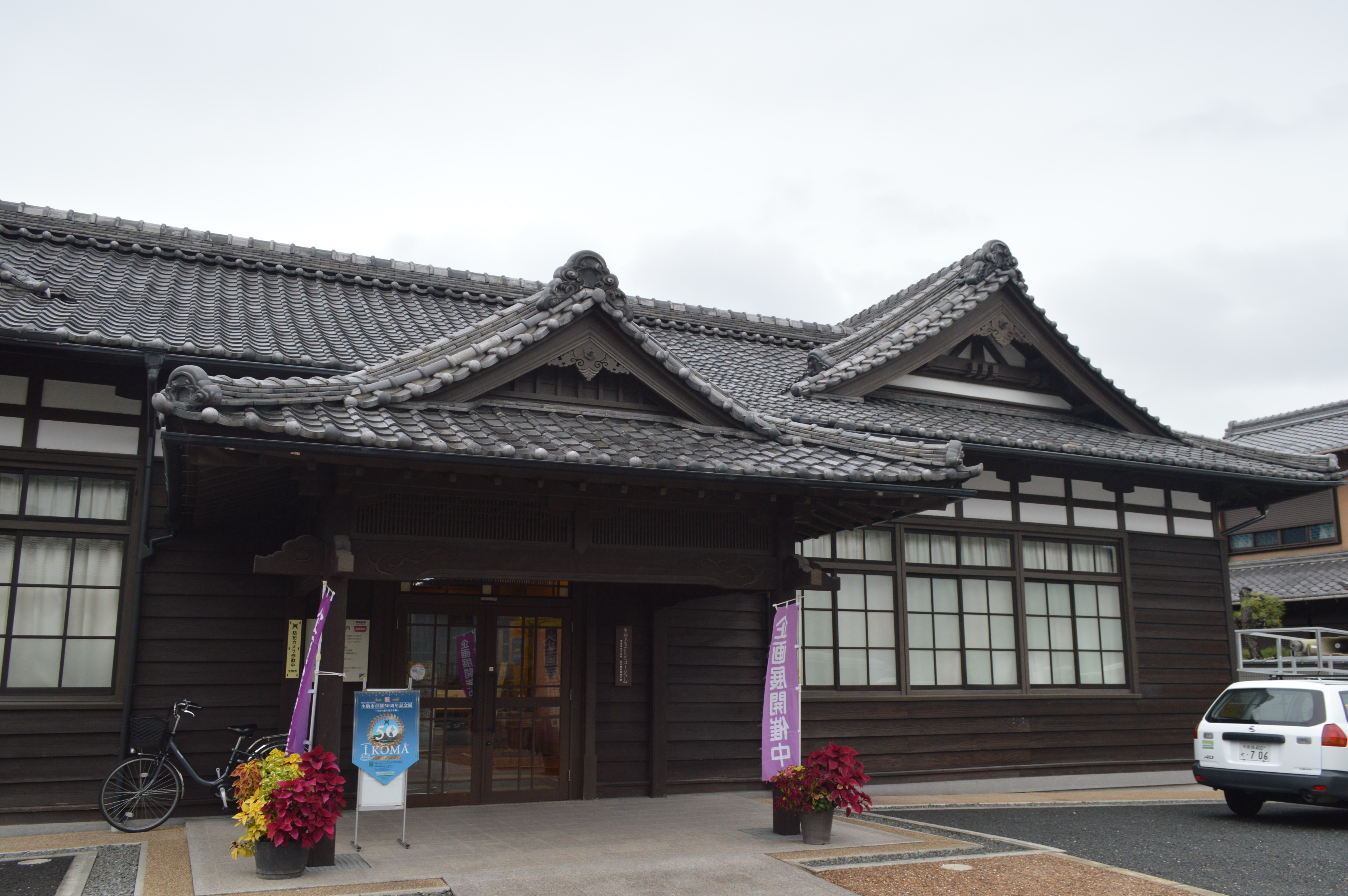
旧生駒町役場庁舎

- 冨田家住宅北道具蔵及び北寝間（2016年登録）
- 冨田家住宅米蔵及び焙炉納屋（2016年登録）
- 冨田家住宅主屋（2016年登録）
- 冨田家住宅長屋門（2016年登録）
- 冨田家住宅離れ（2016年登録）
- 冨田家住宅味噌部屋（2016年登録）
- 冨田家住宅南道具蔵及び南寝間（2016年登録）

## 宇陀市
- 飯岡家住宅内蔵（2010年登録）
- 飯岡家住宅米蔵（2010年登録）
- 飯岡家住宅主屋（2010年登録）
- 旧伊那佐郵便局（2014年登録）

## 王寺町
- 松浦家住宅旧米蔵（2010年登録）
- 松浦家住宅旧診察室（2010年登録）
- 松浦家住宅主屋（2010年登録）
- 松浦家住宅道具蔵（2010年登録）
- 松浦家住宅離れ（2010年登録）
- 松浦家住宅門長屋（2010年登録）

## 橿原市
- 旧六十八銀行八木支店（2006年登録）

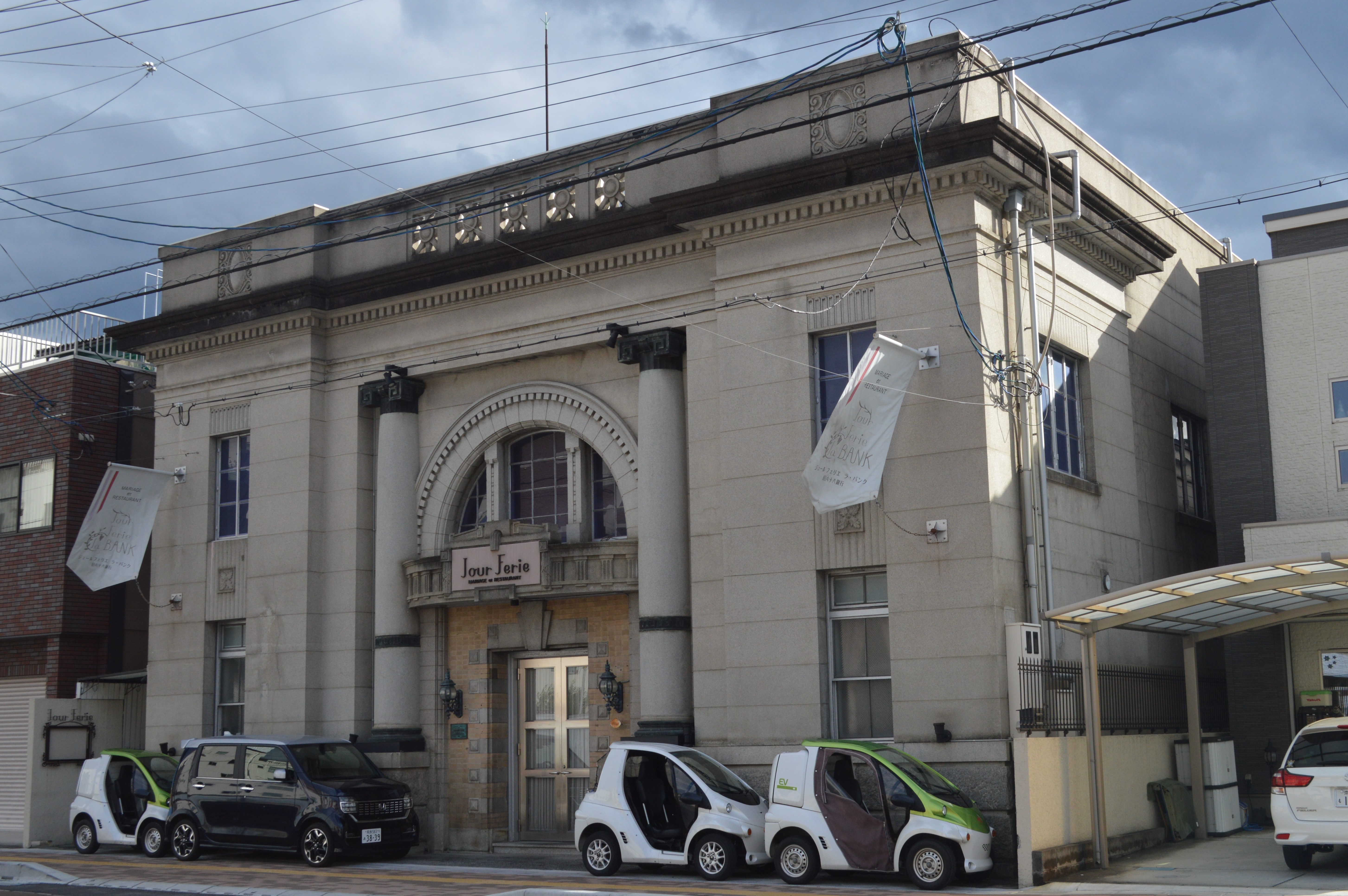
旧六十八銀行八木支店

- 奈良県立畝傍高等学校倉庫（旧動力室）（2012年登録）
- 奈良県立畝傍高等学校本館北館（2012年登録）
- 奈良県立畝傍高等学校本館南館（2012年登録）
- 奈良県立畝傍高等学校本館渡廊下（2012年登録）
- 岡本家住宅内蔵（2016年登録）
- 岡本家住宅大離れ（2016年登録）
- 岡本家住宅店舗兼主屋（2016年登録）
- 岡本家住宅離れ（2016年登録）
- 岡本家住宅物置（2016年登録）
- 岡本家住宅渡廊下（2016年登録）
- 河合家住宅乾蔵（2009年登録）
- 河合家住宅内蔵及び渡廊下（2009年登録）
- 河合家住宅主屋（2009年登録）
- 河合家住宅露地門（2009年登録）
- 河合源七郎家住宅内蔵（2009年登録）
- 河合源七郎家住宅貴賓口（2009年登録）
- 河合源七郎家住宅境界塀（2009年登録）
- 河合源七郎家住宅主屋（2009年登録）
- 河合源七郎家住宅外蔵（2009年登録）
- 河合源七郎家住宅中門及び塀（2009年登録）
- 河合源七郎家住宅離れ座敷及び茶室（2009年登録）
- 河合家住宅長屋門（2009年登録）
- 河合家住宅離れ座敷及び茶室（2009年登録）
- 河合家住宅塀（2009年登録）
- 岡橋家住宅内蔵（2020年登録）
- 岡橋家住宅主屋・茶室及び渡廊下（2020年登録）
- 岡橋家住宅北米蔵（2020年登録）
- 岡橋家住宅瀬戸物蔵（2020年登録）
- 岡橋家住宅長屋門（2020年登録）
- 岡橋家住宅西納屋及び庭門（2020年登録）
- 岡橋家住宅離座敷（2020年登録）
- 岡橋家住宅東米蔵（2020年登録）
- 岡橋家住宅東納屋及び高塀（2020年登録）
- 岡橋家住宅本蔵（2020年登録）
- 岡橋家住宅南米蔵（2020年登録）
- 岡橋家住宅山守宿泊所（2020年登録）
- 岡橋家住宅山守出頭宿泊所（2020年登録）
- 岡橋家住宅東門及び土塀（2020年登録）
- 岡橋家住宅新乾蔵（2020年登録）

## 葛城市
- 玉や主屋（2016年登録）
- 玉や離れ座敷（2016年登録）
- 當麻寺松室院客殿（2010年登録）

## 広陵町
- 松本家住宅北屋敷乾蔵（2017年登録）
- 松本家住宅北屋敷米蔵及び納屋（2017年登録）
- 松本家住宅北屋敷西納屋（2017年登録）
- 松本家住宅北屋敷門屋（2017年登録）
- 松本家住宅内蔵（2017年登録）
- 松本家住宅表門（2017年登録）
- 松本家住宅下男部屋及び柴小屋（2017年登録）
- 松本家住宅主屋（2017年登録）
- 松本家住宅南屋敷南及び西面塀（2017年登録）
- 松本家住宅辰巳蔵（2017年登録）
- 松本家住宅道具蔵（2017年登録）
- 松本家住宅南屋敷南東納屋（2017年登録）
- 松本家住宅南屋敷北東納屋（2017年登録）

## 五條市
- 平井医院表門（2002年登録）
- 平井医院主屋（2002年登録）
- 平井医院土蔵（2002年登録）
- 藤岡家住宅内蔵（2006年登録）
- 藤岡家住宅米蔵（2006年登録）
- 藤岡家住宅主屋（2006年登録）
- 藤岡家住宅新座敷（2006年登録）
- 藤岡家住宅築地塀（2006年登録）
- 藤岡家住宅離座敷（2006年登録）
- 藤岡家住宅塀（2006年登録）
- 藤岡家住宅別座敷（2006年登録）
- 藤岡家住宅薬医門（2006年登録）
- 藤岡家住宅渡廊下（2006年登録）

## 御所市

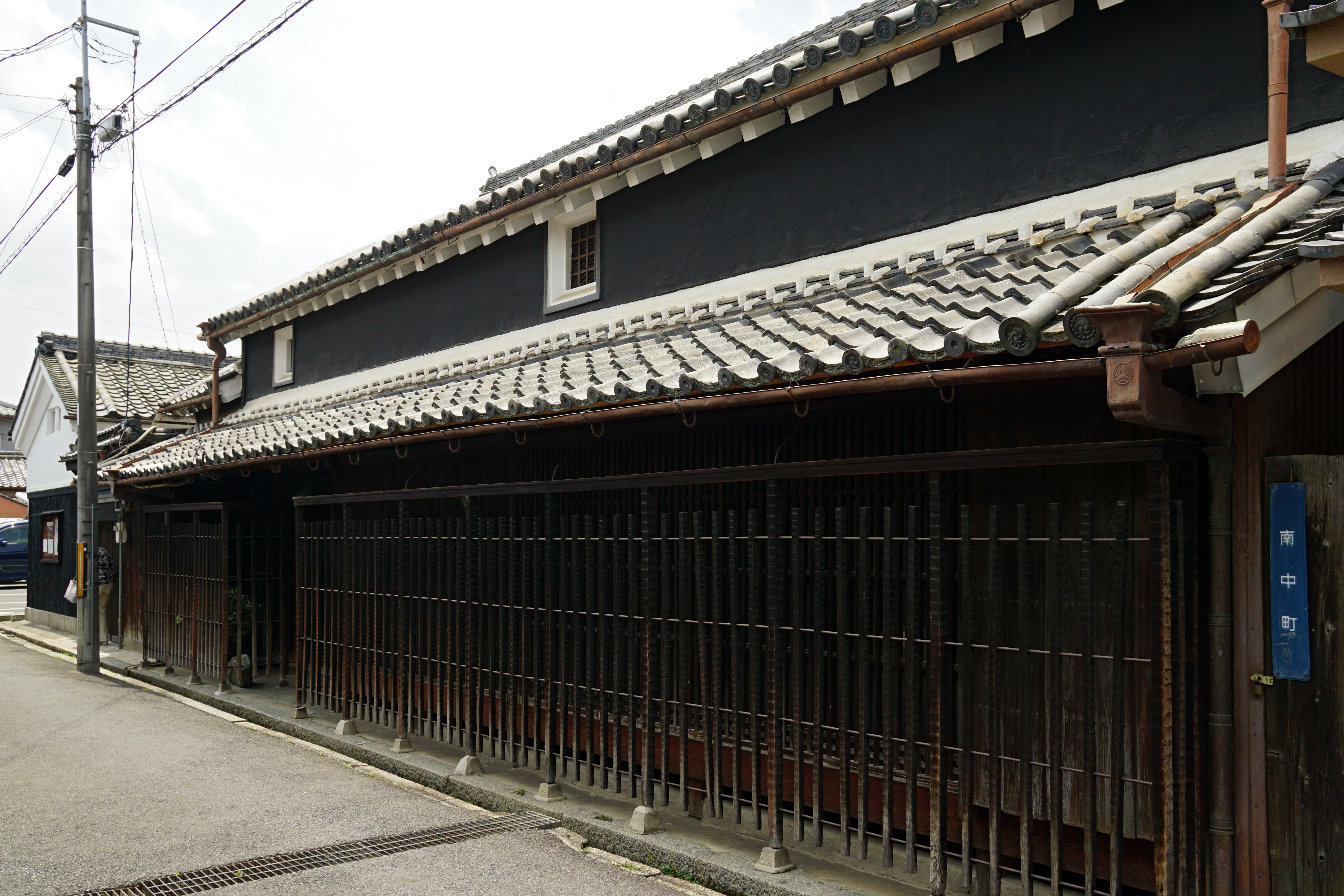
中井家住宅

- 中井家住宅座敷棟（2007年登録）
- 中井家住宅主屋（2007年登録）
- 中井家住宅土蔵（2007年登録）

## 桜井市

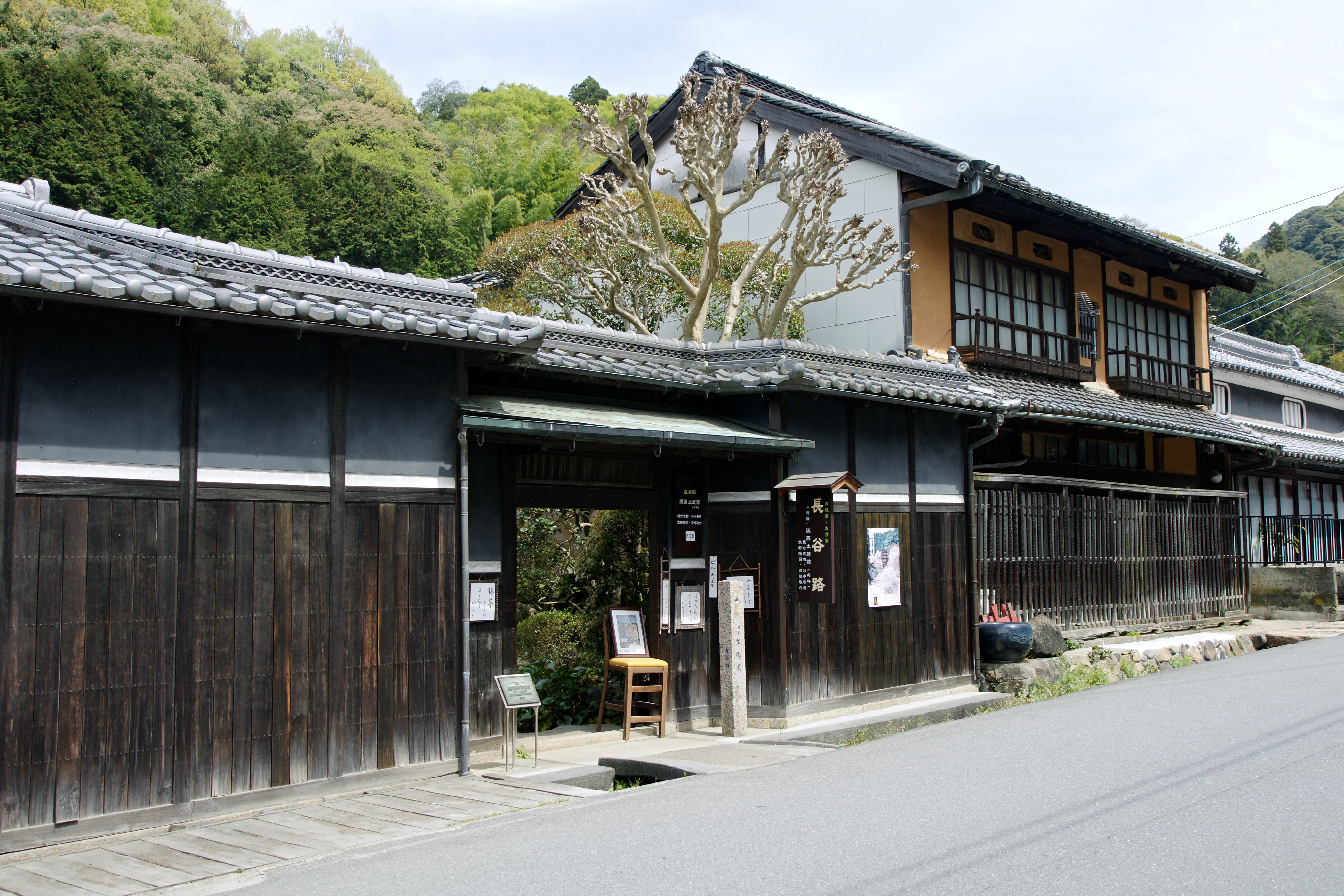
茶房長谷路

- 山田酒店（茶房長谷路）内蔵（2000年登録）
- 山田酒店（茶房長谷路）茶房座敷（2000年登録）
- 山田酒店（茶房長谷路）主屋（2000年登録）
- 山田酒店（茶房長谷路）茶室（2000年登録）
- 山田酒店（茶房長谷路）庭門（2000年登録）
- 山田酒店（茶房長谷路）塀（2000年登録）
- 廊坊家住宅主屋（2009年登録）
- 旧慈門院表門（陶原家住宅表門）（2020年登録）
- 旧慈門院客殿及び庫裏（陶原家住宅主屋）（2020年登録）
- 旧慈門院小座敷及び土蔵（陶原家住宅小座敷及び土蔵）（2020年登録）
- 旧慈門院持仏堂（陶原家住宅持仏堂）（2020年登録）
- 旧慈門院塀重門（陶原家住宅塀重門）（2020年登録）
- 旧真法院表門（西宮家住宅表門）（2020年登録）
- 旧真法院客殿及び庫裏（西宮家住宅主屋）（2020年登録）
- 旧真法院塀重門（西宮家住宅塀重門）（2020年登録）
- 旧冨田家住宅内蔵（2021年登録）
- 旧冨田家住宅奥座敷（2021年登録）
- 旧冨田家住宅茶室（2021年登録）
- 旧冨田家住宅道具蔵（2021年登録）
- 旧冨田家住宅離れ（2021年登録）
- 旧冨田家住宅洋館（2021年登録）
- 旧吉野銀行桜井支店（2021年登録）
- 堀井家住宅粉挽小屋（2004年登録）
- 堀井家住宅米蔵（2004年登録）
- 堀井家住宅主屋（2004年登録）
- 堀井家住宅長屋門（2004年登録）
- 堀井家住宅離れ（2004年登録）
- 堀井家住宅塀（2004年登録）

## 三郷町

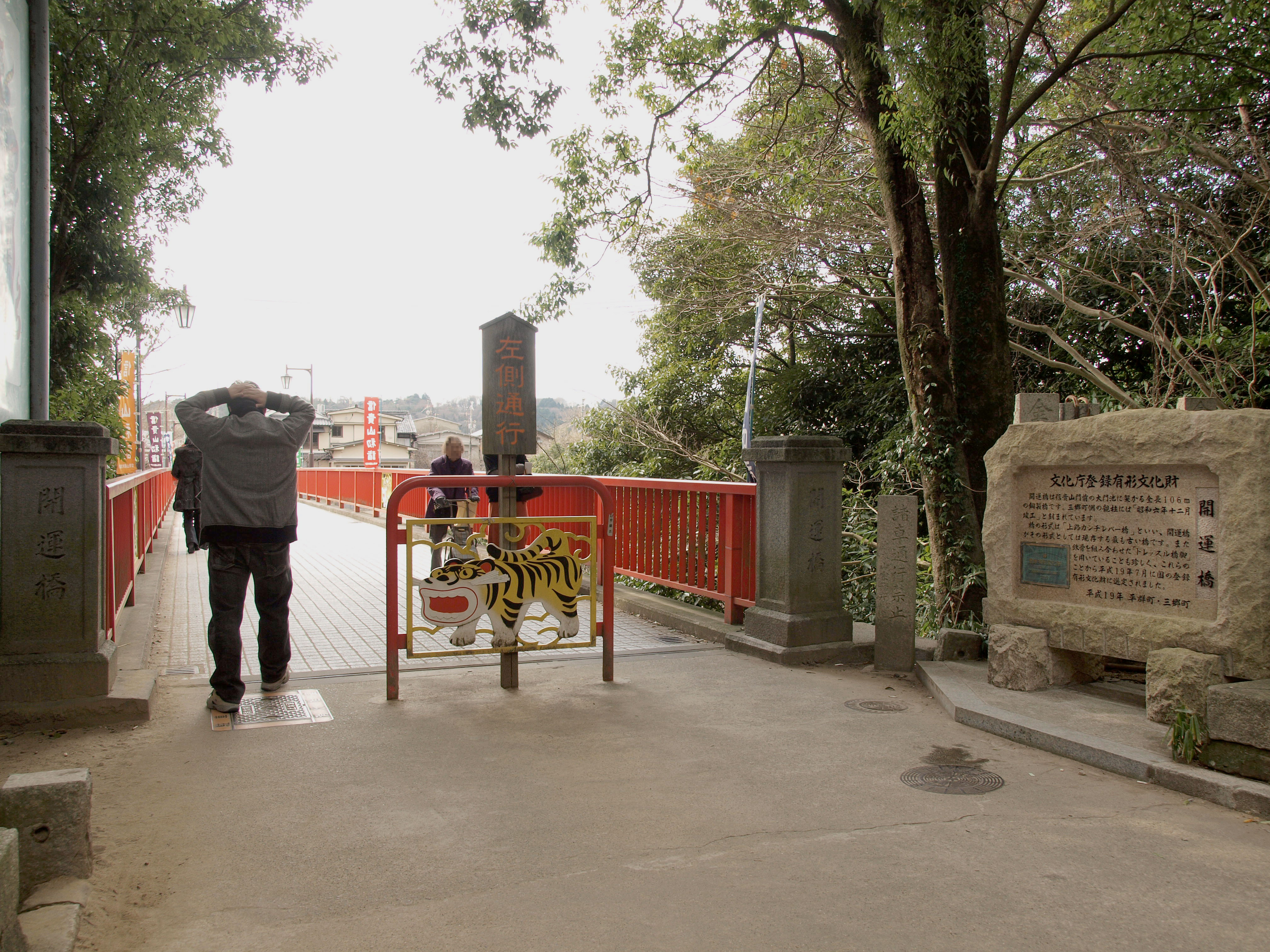
開運橋

- 開運橋（2007年登録）

## 天理市
- 辻家住宅主屋（2005年登録）
- 辻家住宅土蔵（2005年登録）
- 天理図書館西館（2023年登録）
- 天理図書館東館（2023年登録）

## 奈良市
- 淨教寺掲示板舎（2005年登録）
- 淨教寺山門（2005年登録）
- 奈良町にぎわいの家主屋（2017年登録）
- 奈良町にぎわいの家待合（2017年登録）
- 奈良町にぎわいの家離れ（2017年登録）
- 佐埜家住宅旧能舞台（2018年登録）
- 佐埜家住宅主屋（2018年登録）
- 佐埜家住宅渡廊下（2018年登録）
- 池川家住宅主屋（2018年登録）
- 池川家住宅西蔵（2018年登録）
- 池川家住宅離れ（2018年登録）
- 池川家住宅東蔵（2018年登録）
- 中川家住宅蔵（2014年登録）
- 中川家住宅主屋（2014年登録）
- 中川家住宅離れ（2014年登録）
- 中川家住宅煉瓦塀（2014年登録）
- 中川家住宅渡廊下（2014年登録）
- 坂本家住宅主屋（2010年登録）

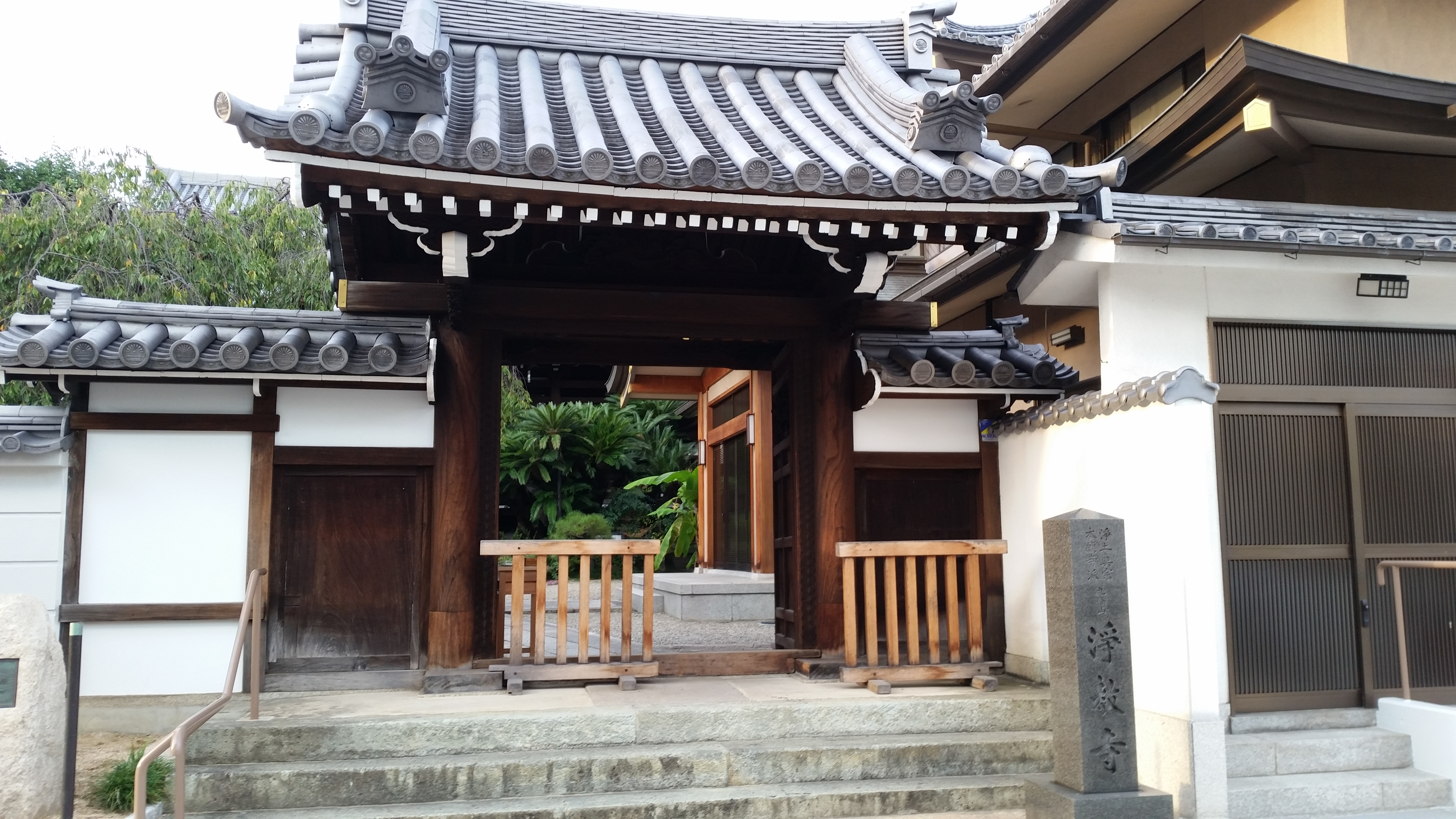
淨教寺山門

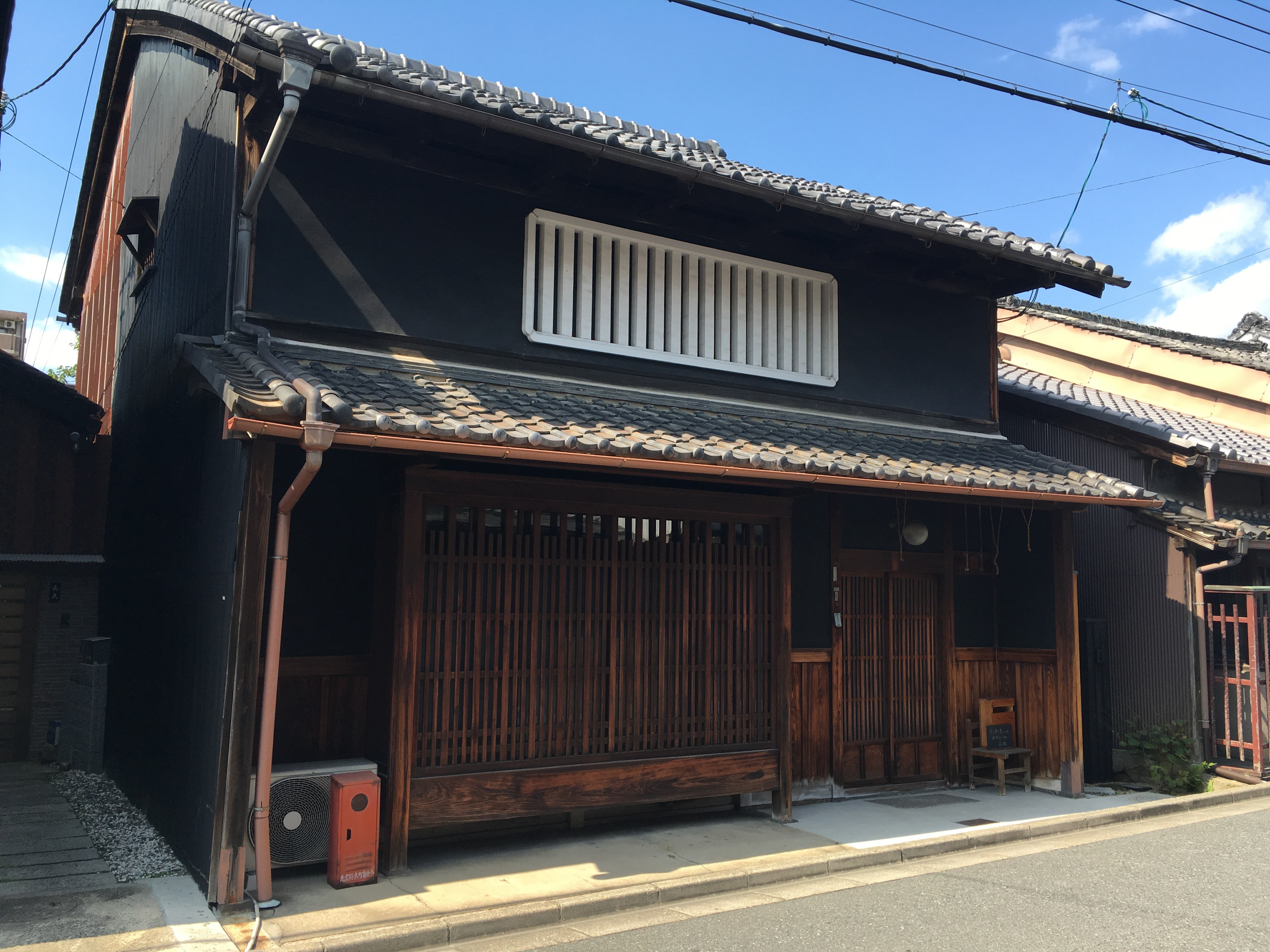
吉岡家住宅主屋

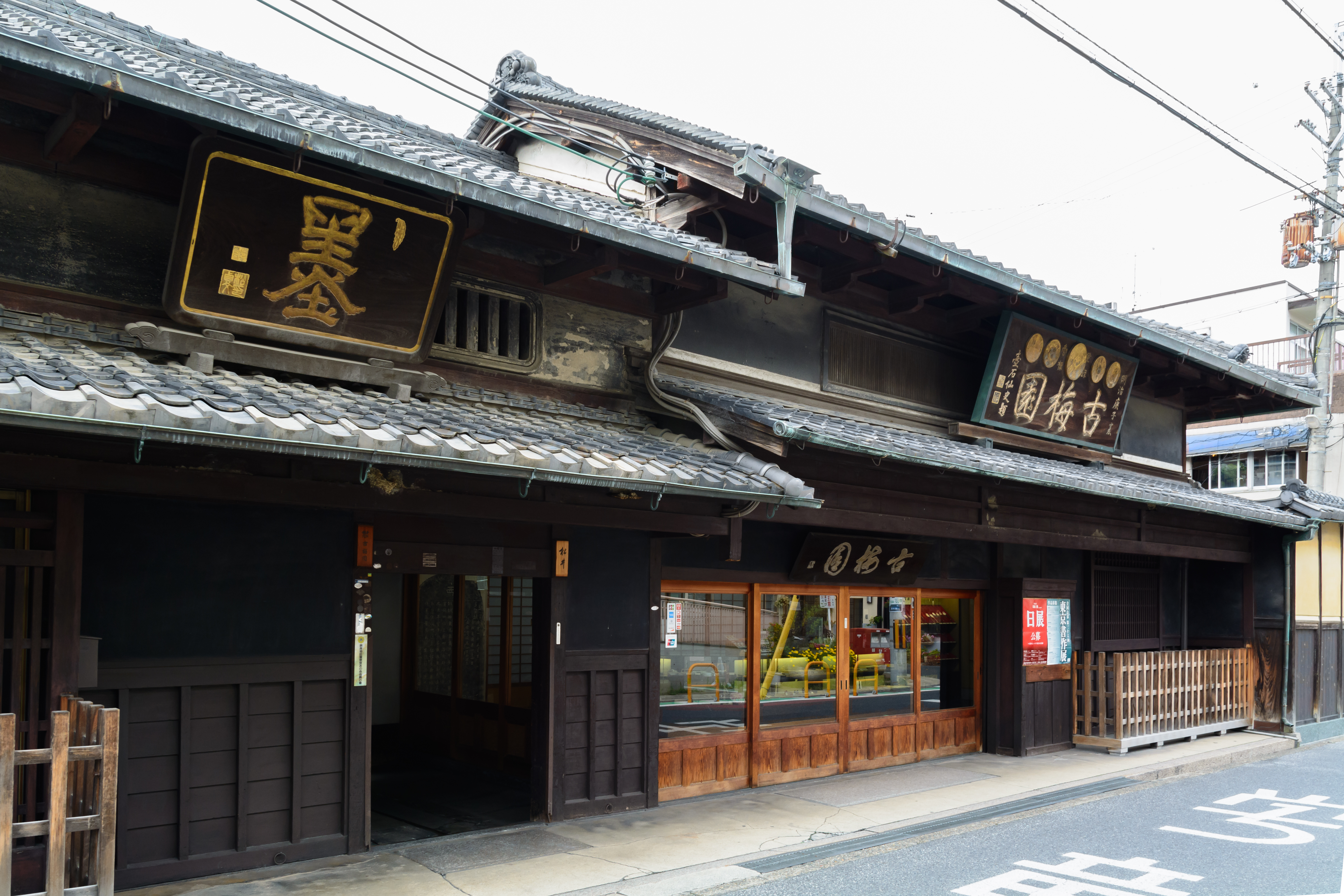
古梅園事務所

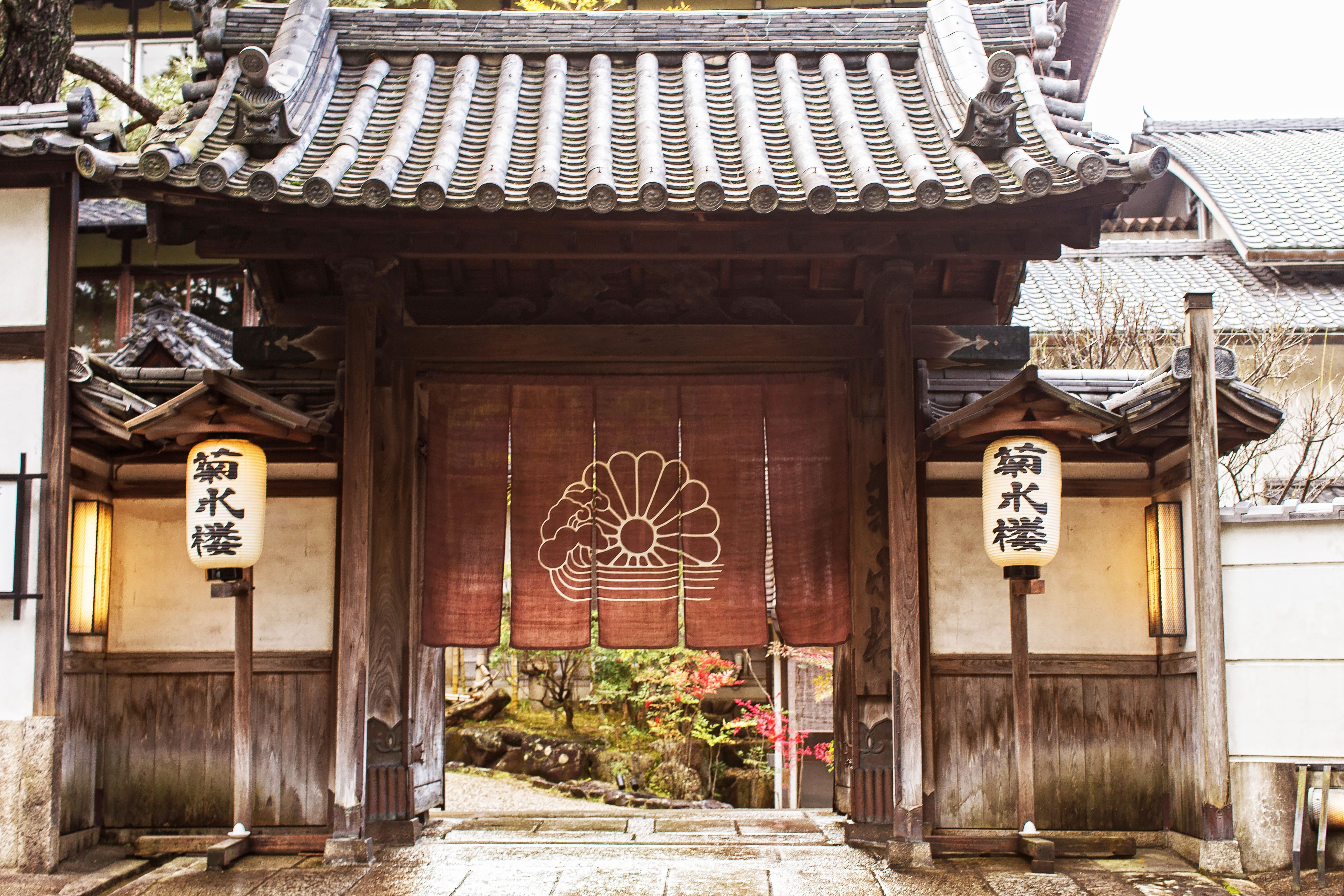
菊水楼表門

- 田村青芳園茶舗店舗兼主屋（2012年登録）
- 吉岡家住宅主屋（2016年登録）
- 吉岡家住宅渡廊下（2016年登録）
- 佐保会館（2005年登録）
- 永井家住宅主屋（2020年登録）
- 河瀬家住宅表門（2006年登録）
- 河瀬家住宅南土塀（2006年登録）
- 河瀬家住宅主屋（2006年登録）
- 河瀬家住宅土蔵（2006年登録）
- 河瀬家住宅土塀（2006年登録）
- 山崎家住宅主屋（2005年登録）
- 古梅園仕上げ作業所（1998年登録）
- 古梅園内蔵北塀（1998年登録）
- 古梅園釜屋兼井戸屋形（1998年登録）
- 古梅園更衣室兼物置（1998年登録）
- 古梅園主屋（1998年登録）
- 古梅園主屋北塀（1998年登録）
- 古梅園食堂・脱衣室・灰替所（1998年登録）
- 古梅園製墨説明所（1998年登録）
- 古梅園台所（1998年登録）
- 古梅園店舗（1998年登録）
- 古梅園銅壺場（1998年登録）
- 古梅園東北土塀（1998年登録）
- 古梅園中内蔵（1998年登録）
- 古梅園西内蔵（1998年登録）
- 古梅園離れ座敷（1998年登録）
- 古梅園東内蔵（1998年登録）
- 古梅園風呂場（1998年登録）
- 古梅園磨き作業所兼倉庫（1998年登録）
- 古梅園北灰替所（北乾燥倉）兼倉庫（1998年登録）
- 古梅園事務所（1998年登録）
- 古梅園商品蔵（1998年登録）
- 古梅園細工場（1998年登録）
- 古梅園乾蔵（1998年登録）
- 古梅園西灰替倉（西乾燥倉）（1998年登録）
- 古梅園灰置き場兼編み場（1998年登録）
- 南都銀行本店（1997年登録）
- 正木家住宅蔵（2016年登録）
- 正木家住宅主屋（2016年登録）
- 井田家住宅主屋（2014年登録）
- 登彌神社社務所（2020年登録）
- 登彌神社神饌所（2020年登録）
- 登彌神社手水舎（2020年登録）
- 登彌神社拝殿（2020年登録）
- 登彌神社本殿（2020年登録）
- 藤岡家住宅主屋（2016年登録）
- 紀寺の家縁側の町家（2016年登録）
- 教育大学前の町家（2018年登録）
- 内山家貸家（2020年登録）
- 吉田蚊帳店舗（2014年登録）
- 吉田家住宅主屋（2014年登録）
- 木奥家住宅主屋（2013年登録）
- 木奥家住宅巽蔵（2018年登録）
- 喜多家住宅蔵（2007年登録）
- 喜多家住宅主屋（2007年登録）
- 喜多家住宅離れ（2007年登録）
- 旧長壽會細菌研究所工場（2020年登録）
- 旧長壽會細菌研究所製品庫（2020年登録）
- 豊﨑家住宅主屋（2018年登録）
- 奈良町にぎわいの家蔵（2017年登録）
- 松山家住宅米蔵（2015年登録）
- 松山家住宅主屋北棟（2015年登録）
- 松山家住宅麦蔵（2015年登録）
- 松山家住宅渡廊下（2015年登録）
- 松山家住宅主屋南棟（2015年登録）
- ぜいたく豆本舗本店旧応接室（2003年登録）
- ぜいたく豆本舗本店主屋（2003年登録）
- ぜいたく豆本舗本店西蔵（2003年登録）
- ぜいたく豆本舗本店東蔵（2003年登録）
- 赤膚山元窯大型窯（2007年登録）
- 赤膚山元窯中型窯（2007年登録）
- 赤膚山元窯展示室及び旧作業場（2007年登録）
- 菊水楼表門（2000年登録）
- 菊水楼旧本館（2000年登録）
- 菊水楼庭門（2000年登録）
- 菊水楼本館（2000年登録）
- 粉川家住宅石垣（2008年登録）
- 粉川家住宅表門（2008年登録）
- 粉川家住宅主屋（2008年登録）
- 粉川家住宅築地塀（2008年登録）
- 粉川家住宅土蔵（2008年登録）
- 粉川家住宅離れ（2008年登録）
- 中村家住宅（旧足立家住宅）主屋（2000年登録）
- 中村家住宅（旧足立家住宅）塀（2000年登録）
- 藤間家住宅表門及び土塀（2019年登録）
- 藤間家住宅主屋（2019年登録）
- 藤岡家住宅主屋（2020年登録）
- 岡田家住宅蔵（2014年登録）
- 岡田家住宅主屋（2014年登録）
- 岡田家住宅離れ及び渡廊下（2014年登録）
- 近田家住宅蔵（2014年登録）
- 近田家住宅主屋（2014年登録）
- 小川又兵衛商店内蔵（2009年登録）
- 小川又兵衛商店店舗兼主屋（2009年登録）
- 小川又兵衛商店渡廊下（2009年登録）

## 平群町
- 開運橋（2007年登録）

## 山添村
- 野村医院旧診療所（2019年登録）

## 大和郡山市
- 杉山小児科医院住居棟（2006年登録）
- 杉山小児科医院診療棟（2006年登録）
- 旧川本家住宅蔵及び納屋（2014年登録）
- 旧川本家住宅座敷棟（2014年登録）
- 旧川本家住宅本館（2014年登録）
- 西田家住宅石垣（2004年登録）
- 西田家住宅内蔵（2004年登録）
- 西田家住宅祠社（2004年登録）
- 西田家住宅主屋中央棟（2004年登録）
- 西田家住宅主屋西棟（2004年登録）
- 西田家住宅主屋南棟（2004年登録）
- 西田家住宅土蔵（2004年登録）
- 西田家住宅拝所（2004年登録）
- 西田家住宅離れ座敷（2004年登録）
- 葉本家住宅主屋（2002年登録）

## 吉野町

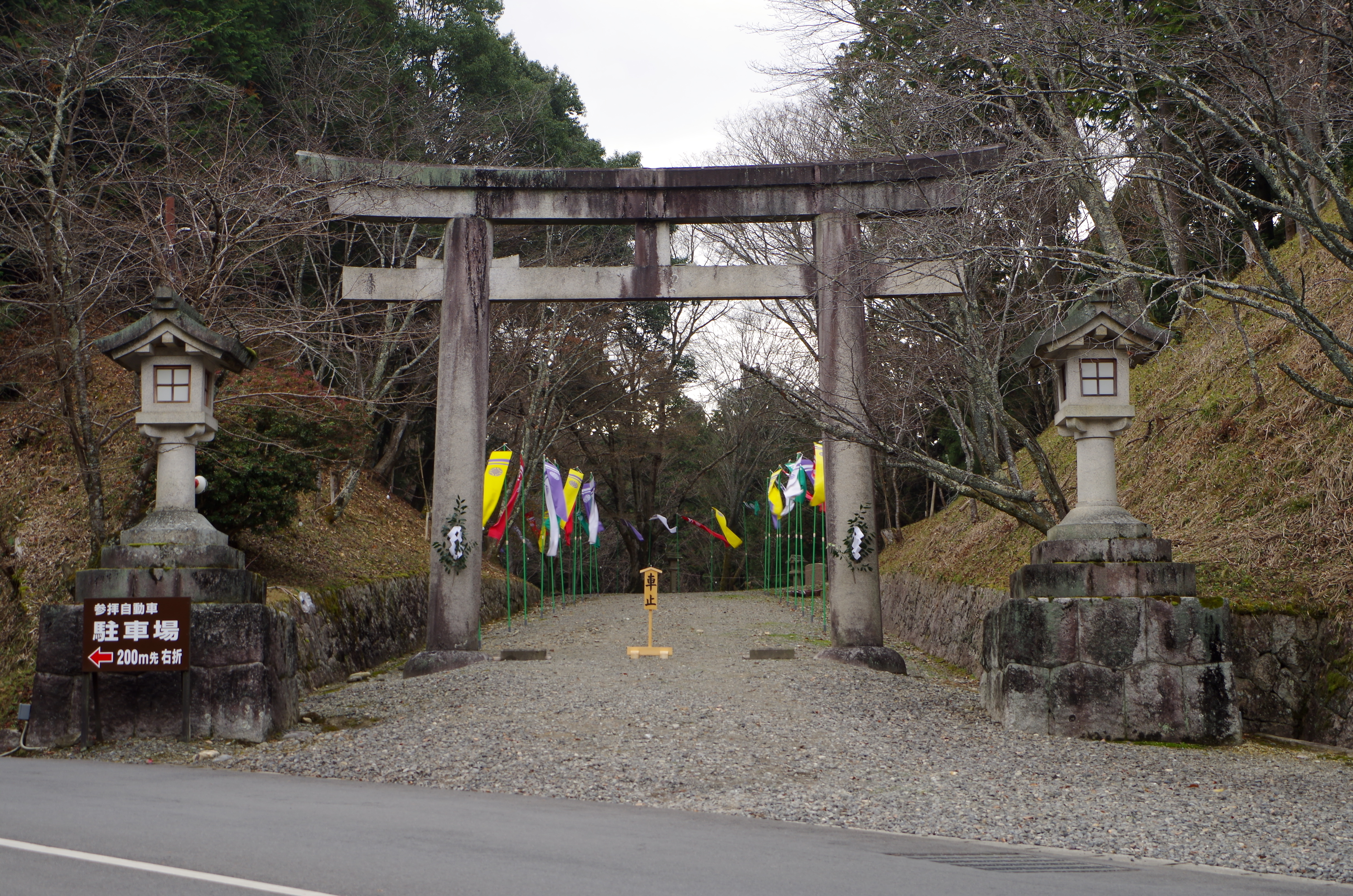
吉野神宮表鳥居

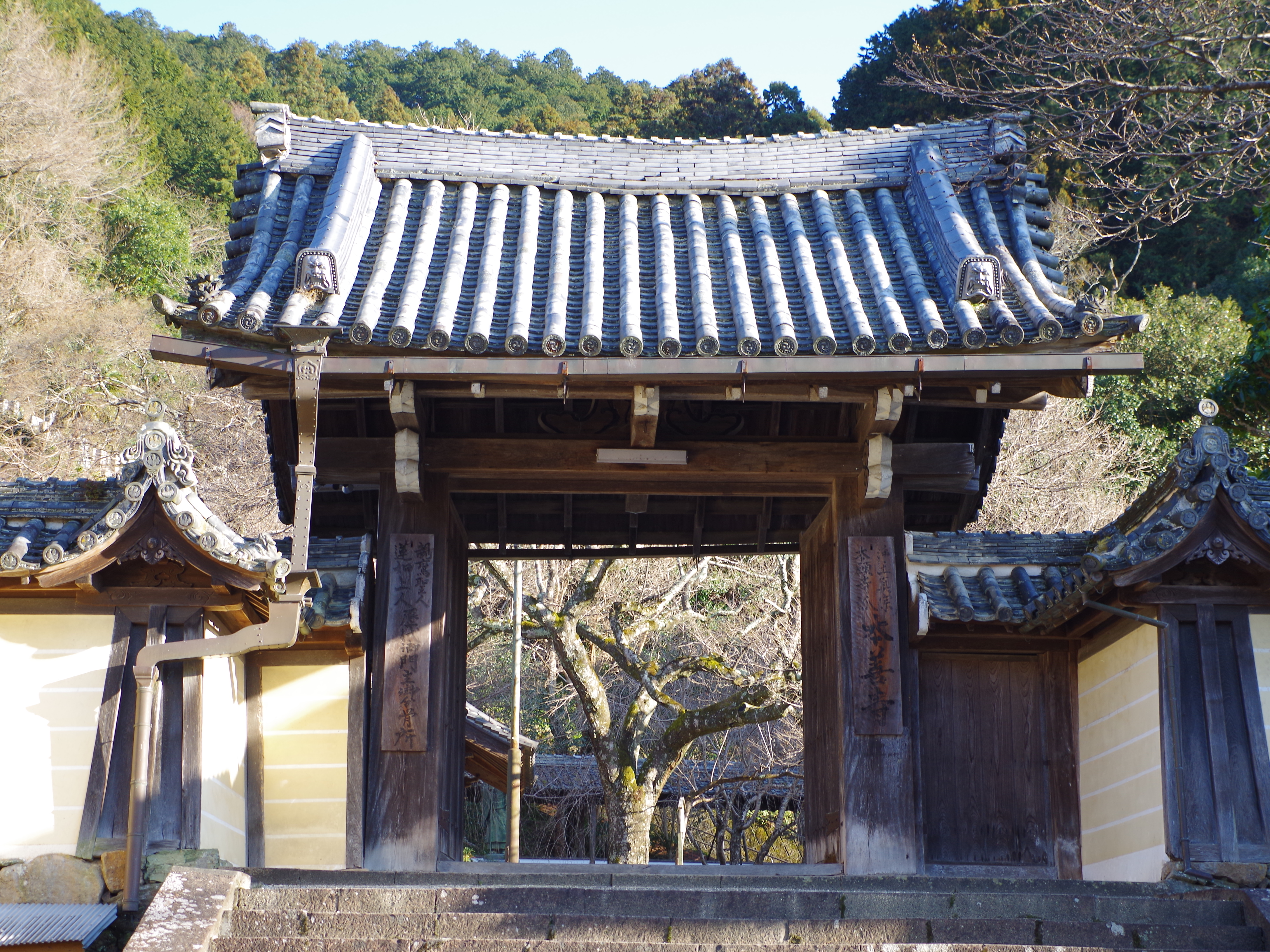
本善寺山門

- 吉野神宮表鳥居（2010年登録）
- 本善寺御成御殿（2010年登録）
- 本善寺客殿（2010年登録）
- 本善寺経蔵（2010年登録）
- 本善寺庫裏（2010年登録）
- 本善寺玄関（2010年登録）
- 本善寺山門（2010年登録）
- 本善寺鐘楼（2010年登録）
- 本善寺茶所（2010年登録）
- 本善寺本堂（2010年登録）
- 本善寺蓮如堂（2010年登録）
- 本善寺蓮如堂拝堂（2010年登録）

## 登録抹消
- 志賀直哉旧居（奈良文化女子短期大学セミナーハウス）主屋・表門・塀（2000年登録→2016年に県指定有形文化財に指定）[2]
- 日本聖公会奈良基督教会教会堂・渡廊下（1997年登録→2015年国の重要文化財指定）
- 親愛幼稚園舎（1997年登録→2015年国の重要文化財指定）